# Springdale, Lancaster County, South Carolina
Springdale är en ort i Lancaster County i delstaten South Carolina, USA.